# NGC 237
NGC 237 là một thiên hà xoắn ốc nằm trong chòm sao Kình Ngư. Nó được phát hiện vào ngày 27 tháng 9 năm 1867 bởi Truman Safford.